# Droga krajowa 46
Die Droga krajowa 46 (DK 46) ist eine Landesstraße in Polen. Sie verläuft von Kłodzko (Glatz) in der Woiwodschaft Niederschlesien nach Szczekociny in der Woiwodschaft Schlesien. Von Nysa folgt sie auf eine Länge von 12 Kilometern der Trasse der ehemaligen Reichsstraße 148, von Paczków bis Nysa der ehemaligen Reichsstraße 115. Die Straße ist 270 Kilometer lang und durchzieht drei Woiwodschaften:
- Woiwodschaft Niederschlesien
- Woiwodschaft Opole
- Woiwodschaft Schlesien.

## Verlauf
Woiwodschaft Niederschlesien
- Kłodzko (DK33)
- Złoty Stok

Woiwodschaft Opole
- Paczków
- Otmuchów
- Nysa (DK41)
- Niemodlin
- (A4)
- Karczów (DK94)
- Opole (DK45, DK94)
- Ozimek
- Dobrodzień (Guttentag)

Woiwodschaft Schlesien
- Lubliniec (DK11)
- Blachownia
- Częstochowa (DK1, DK43, DK91)
- Szczekociny (DK78)